# Держзнак
Акціонерне товариство «Держзнак» (рос. АО «Гознак», колишні назви — Експедиція Заготовляння Державних Паперів; Головне управління виробництвом державних знаків, монет і орденів; Об'єднання державних підприємств і організацій по виробництву державних знаків Міністерства фінансів Російської Федерації, Федеральне державне унітарне підприємство «Держзнак») — російське підприємство, що займається дослідженнями, розробкою і виробництвом в області державних знаків.
Зараз це акціонерне товариство, єдиним акціонером якого є Російська Федерація в особі Федерального агентства з управління державним майном РФ. Має вісім філій — сім виробничих підприємств (Московська друкарська фабрика, Московська друкарня, Московський монетний двір, Санкт-Петербурзький монетний двір, Санкт-Петербургська паперова фабрика, Пермська друкарська фабрика, Краснокамська паперова фабрика) і один науково-дослідний інститут (НДІ Держзнаку).

## Історія

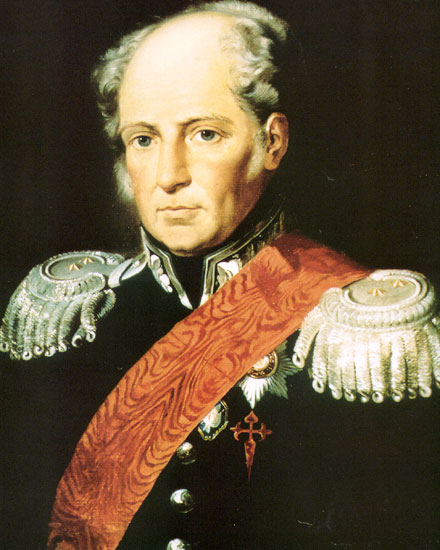
Огюстена Бетанкура, за планами і під безпосереднім керівництвом якого велося будівництво Експедиції заготовлення державних паперів. Він також причетний до розробки нової технології виготовлення паперу та асигнацій

### Період Російської імперії
Підприємство було засноване розпорядженням імператора Олександра I 21 серпня (2 вересня) 1818 року в Санкт-Петербурзі як Експедиція заготовлення державних паперів (ЕЗДП) у складі Міністерства фінансів Російської імперії.
У будівництві та роботі ЕЗДП в перші роки діяльну участь брав Огюстен Бетанкур (1758—1824).
Першим Керуючим ЕЗДП був князь Хованський Олександр Миколайович, сенатор, керуючий усіма ассигнаційними банками. Він керував ЕЗДП 32 роки.
У травні 1839 в Експедиції була відкрита перша в світі гальванопластична майстерня для розмноження мідних кліше. Майстерня відкривається за участю Бориса Семеновича Якобі, відомого російського фізика і електротехніка, який роком раніше оголосив про винахід гальванопластики.
В 1857 році ЕЗДП надрукувала тираж першої російської марки. Марки друкувалися на особливому папері з водяними знаками, виготовленої в ЕЗДП. Автором ескізу першої російської марки був гравер ЕЗДП Франц Міхель Кеплер. 1 січня 1858 року перша російська поштова марка вийшла в обіг.
У 1861 році ЕЗДП очолює доктор фізичних наук Федір Федорович Вінберг, який керував експедицією 28 років. Під його управлінням проходять реформа і реконструкція ЕЗДП. Роки під керівництвом Вінберга називають другим народженням ЕЗДП.
У 1863 році художник-фотограф ЕЗДП Г.Н. Скамоні розробив спосіб отримання гальванопластичних копій з желатинових і металевих рельєфів. Фотомеханічний спосіб виготовлення і фотоцинкографічний спосіб відтворення друкованих форм відкрили практично необмежені можливості зменшення текстових і образотворчих елементів. Його наставником був Б. С. Якобі, а постійним консультантом — Менделєєв Дмитро Іванович.
У 1878 році почали вводити електрику для освітлення і технічних цілей. В цьому ж році на службу в ЕЗДП надходить Вільгольд Теофіл Однер, винахідник арифмометра. У ЕЗДП він винаходить машину для автоматичної нумерації паперових грошей (до цього нумерація виконувалася вручну).

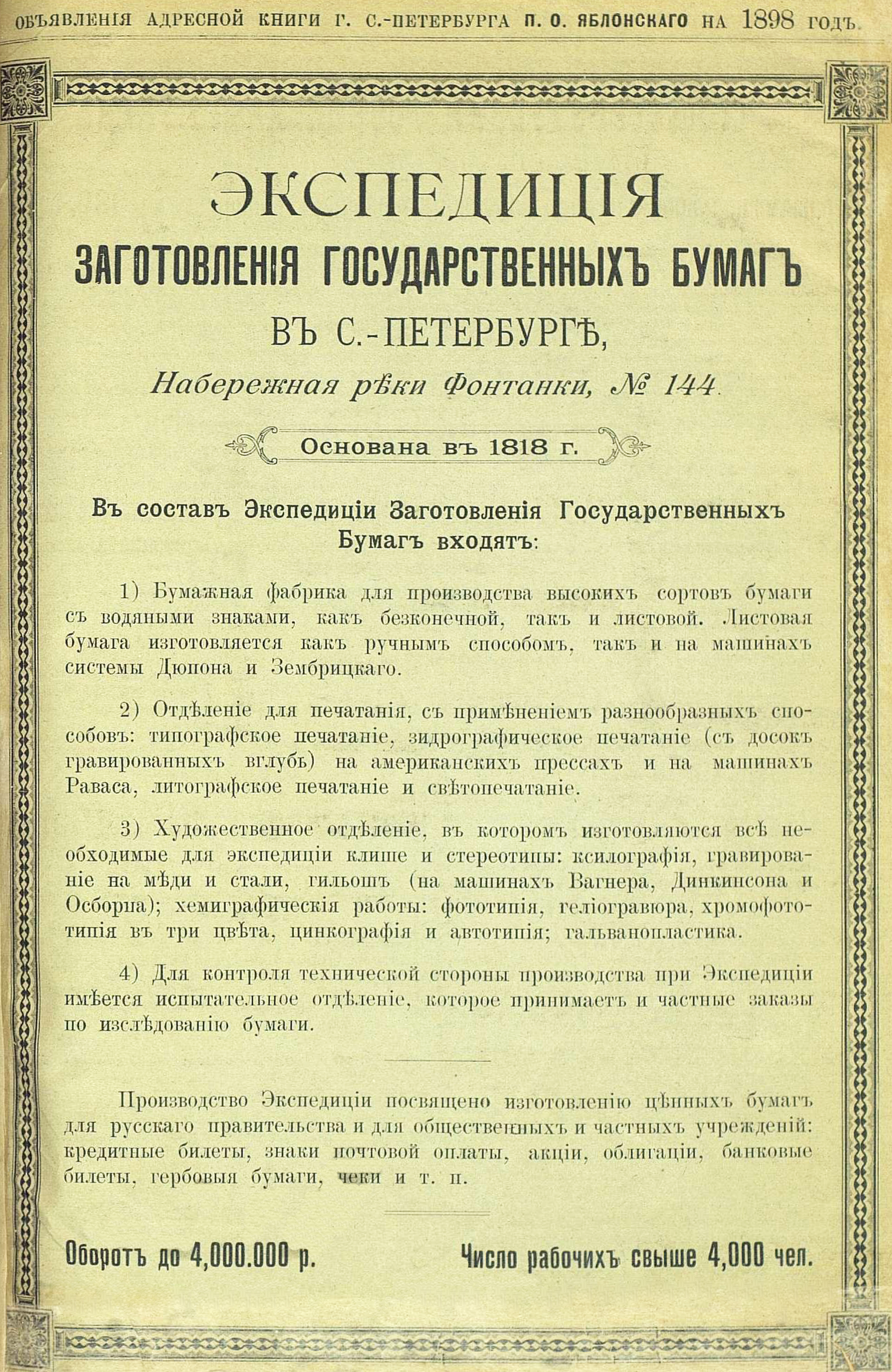
Реклама Експедиції (1898)

 У 1884 році Експедиції передано право на виготовлення марок для земської пошти, які до цього друкувалися в земських друкарнях. Протягом декількох років фахівці ЕЗДП виробляють п'ять казенних стандартів земських марок: островського, арзамаського, бахмутського, петрозаводського і ардатського типів. Першими були земські марки, що виготовлялися Експедицією для пошти Островського повіту. Марки ці вельми витонченого малюнка, невеликого формату, в початку 1884 року друкувалися в дві фарби, а потім, в дев'ятисотих роках, з метою здешевлення їх виготовлення, стали друкуватися в одну фарбу.
У 1886 році на роботу в ЕЗДП прийшов Іван Іванович Орлов, майбутній творець знаменитої орловського друку. У 1890 році був запропонований новий спосіб багатобарвного друку — головний винахід Орлова. «Орловський разкат»(«Орловский раскат» (рос.)), унікальний принцип нанесення на банкноту декількох фарб одночасно, що використовується при друці захищених виробів і сьогодні.
1889 року на пост керівника ЕЗДП призначений доктор фізичних наук, заслужений професор Технологічного інституту Роберт Еміль Ленц. Він керував експедицією до 1899 року і зробив значний внесок у реконструкцію і технічне оснащення виробництва. При ньому був технологічно розроблений і впроваджений у виробництво Орловський друк.
В 1891 році Іван Орлов сконструював свою першу друковану машину. Зразок машини був зібраний в майстернях ЕЗДП при діяльній участі слюсаря Івана Єгоровича Стружкова. У 1882 році Стружков прийшов на роботу в ЕЗДП поденником. І. І. Орлов, підбираючи людей для здійснення своїх планів, залучив тямущого слюсаря Стружкова. Сам Орлов, не маючи технічної освіти, пропонував лише ескізи. Стружков перетворював їх в креслення, виточував і відливав деталі, допомагав у збірці машини. У 1899 році, коли І. І. Орлов пішов з Експедиції, І. Е. Стружков став провідним фахівцем в області орловського друку. У 1892 році після закінчення фізико-математичного факультету Санкт-Петербурзького університету, в ЕЗДП прийшов працювати Олександр Олександрович Поповицький, з ім'ям якого пов'язані перші кроки багатокольорової високої репродукції в Росії.
У 1899 році Керуючим Експедицією призначений князь Голіцин Борис Борисович (1862—1916), академік, фізик, засновник російської сейсмології і сейсмометрії, автор проекту реформи середньої школи. Нащадок знатного, стародавнього роду. Отримав блискучу освіту, закінчивши Морську академію, а потім — Страсбурзький університет. Один з найосвіченіших і найталановитішиї людей свого часу. З 1899 по 1905 рік був керуючим ЕЗДП. Цей період називають Срібним століттям Держзнаку. Князь Голіцин перетворив ЕЗДП в зразкове художньо-технічне і паперово-поліграфічне виробництво, оснащене найкращим на ту пору обладнанням. При ньому в Експедиції введений 8-годинний робочий день, організована дев'ятикласна школа, в старших класах якої вивчали паперову, фототехнічну і друкарську спеціальності. При ЕЗДП були лазарет, магазин, власний театр, ясла. Голіцин розширив гравёрное відділення. Експедиція по праву вважалася найкращим поліграфічним підприємством Росії. На думку князя Голіцина, Експедиція мала служити цілям освіти, культурно-естетичного розвитку народів Росії. Було задумано видання російських класиків і популярних книг з усіх галузей науки на гарному папері, з ілюстраціями російських художників. Голіцин привернув видатних художників і вчених, і в Експедиції були видані книги найвищого художнього рівня. У тому числі з ініціативи керуючого побачили світ знамениті російські народні казки з ілюстраціями Білібіна. Книги, альбоми, календарі та листівки, видані в період, коли ЕЗДП керував князь Голіцин, сьогодні входять в число раритетних російських видань.
Експедиція забезпечувала не тільки державні потреби, але також виконувала на платній основі замовлення громадських і приватних установ на виготовлення акцій, облігацій, чеків, гербового паперу тощо

### Радянський період

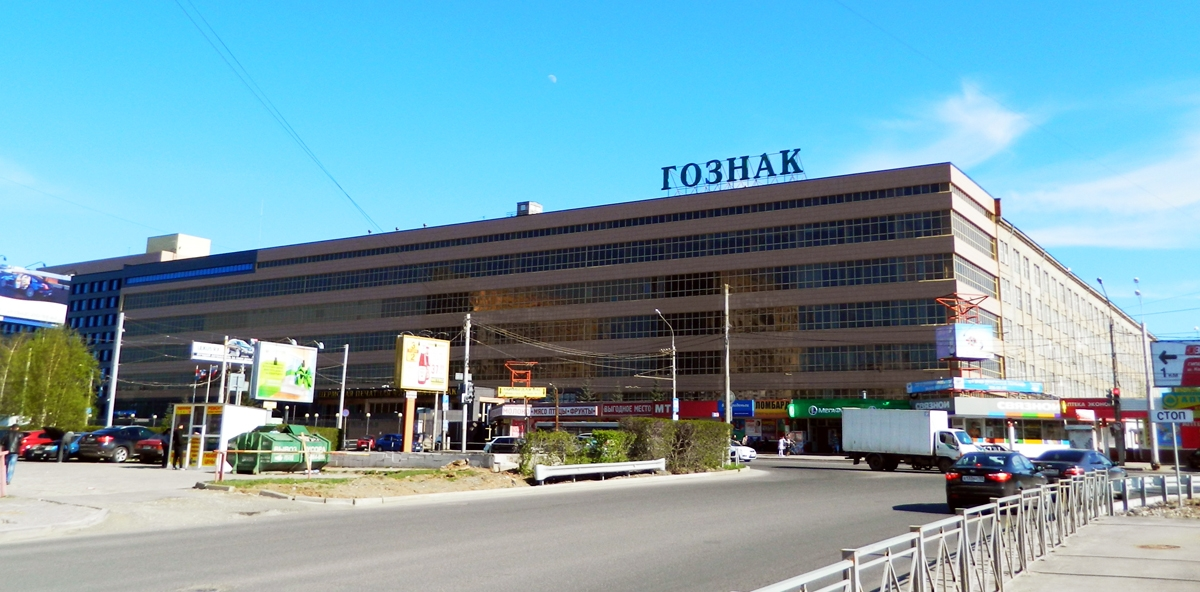
Друкарська фабрика «Держзнак» в Пермі

Після Жовтневого перевороту ЕЗДП була перетворена в Управління фабрик заготівлі державних паперів, скорочено Держзнак. Реформування було здійснено на підставі «Положення про управління фабриками заготівлі радянських державних знаків», яке було затверджено Народним комісаріатом фінансів РРФСР 6 червня 1919 року.
У 1919 році правління Держзнаку було переведено в Москву. Йому були підпорядковані Московська, Петроградська, Пензенська, а потім Пермська і Ростовська фабрики.
В пізніший радянський час повна назва Держзнаку звучало як Головне управління виробництвом державних знаків, монет і орденів, яке підпорядковувалося Міністерству фінансів СРСР. Гознак об'єднував паперові та друковані фабрики, монетні двори.

#### Банкноти, монети, державні нагороди
На підприємствах Держзнаку друкувалися грошові знаки для забезпечення готівкового грошового обігу СРСР і ряду інших країн соціалістичного табору. Під час Великої Вітчизняної війни, в 1941 році, до складу Держзнаку увійшов Ленінградський монетний двір. У 1942 році на базі артілі «Художник-металіст» була створена Московська філія Монетного двору (надалі — Московський монетний двір), якому були виділені виробничі приміщення на території Московської друкарської фабрики. З цього часу Держзнак відповідав за виробництво розмінних і пам'ятних монет, державних нагород, пам'ятних медалей.

#### Бланки документів
На підприємствах Держзнаку друкувалися бланки радянських документів. У їх числі виготовлялися формуляри документів про освіту єдиного державного зразка (атестати зрілості, дипломи тощо) за особливою технологією передачі кольору для виключення підробок. Вони мали вигляд єдиного типографічно виконаного формуляра в щільній картонній обкладинці, що складається вдвічі. Всі формуляри були документами особливого зберігання і видачі, носили індивідуальний номер.

#### Знаки поштової оплати
Знаки поштової оплати, що друкувалися на підприємствах Держзнаку, проходили підготовку в Дирекції з видання і експедирування знаків поштової оплати Міністерства зв'язку СРСР. При цьому поліграфічні підприємства Держзнаку друкували не тільки всі радянські поштові знаки, а й виконували замовлення для ряду зарубіжних країн. За видання поштових марок відповідала Московська друкарська фабрика Держзнаку (МДФД); в експериментальному порядку кілька серій марок (№ 3815-3819, 4536-4540 і деякі інші за Каталогом поштових марок СРСР) були віддруковані на Московській типографії Держзнаку(МТД). Цілісні речі, включаючи односторонні поштові картки з оригінальними марками, друкувалися на МТД, МДФД, а також Пермській друкарській фабриці Держзнаку.

## Сучасність

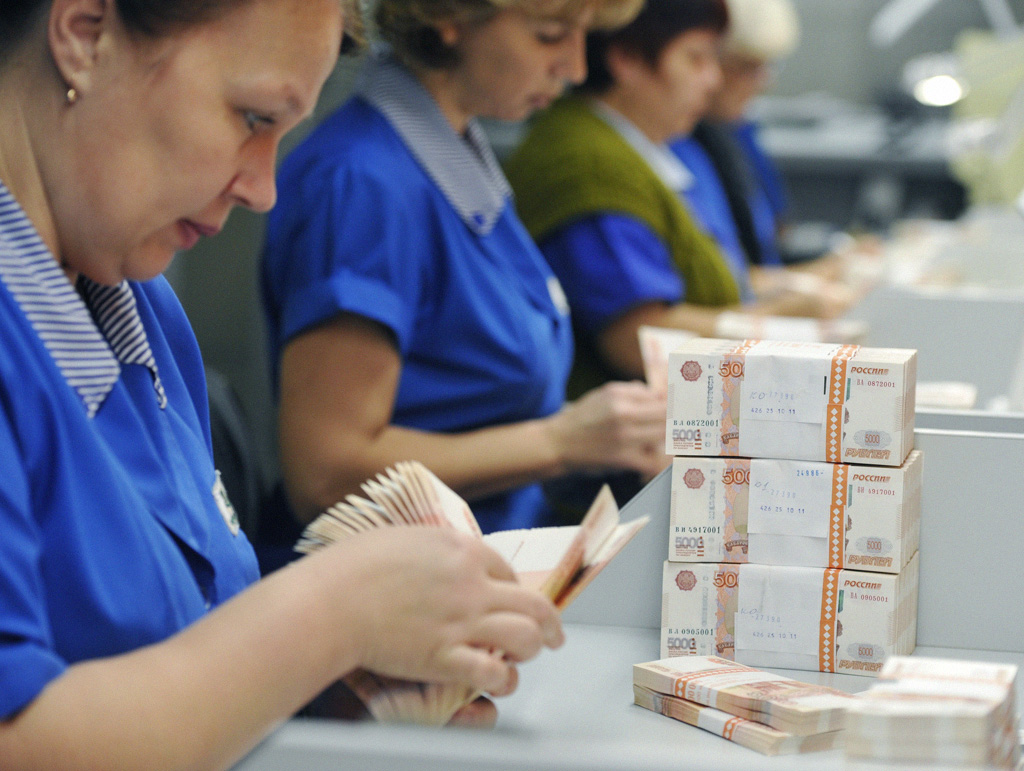
Співробітниці фабрики ФДУП "Держзнак" в Пермі здійснюють вибірковий контроль якості друку банкнот (2011)

Держзнак діє на підставі указу Президента Російської Федерації «Про федеральне державне унітарне підприємство „Держзнак“» від 26 серпня 2005 року.
З 3 березня 2008 року Держзнак став стратегічним підприємством Росії.
5 червня 2014 року Президент РФ підписав указ про перетворення підприємства з ФДУП у відкрите акціонерне товариство «Держзнак», 100 % акцій якого буде знаходитися у федеральній власності Росії.

## Власники та керівництво
Підприємство знаходиться у федеральній власності Російської Федерації. Генеральний директор — Аркадій Трачук.

## Діяльність

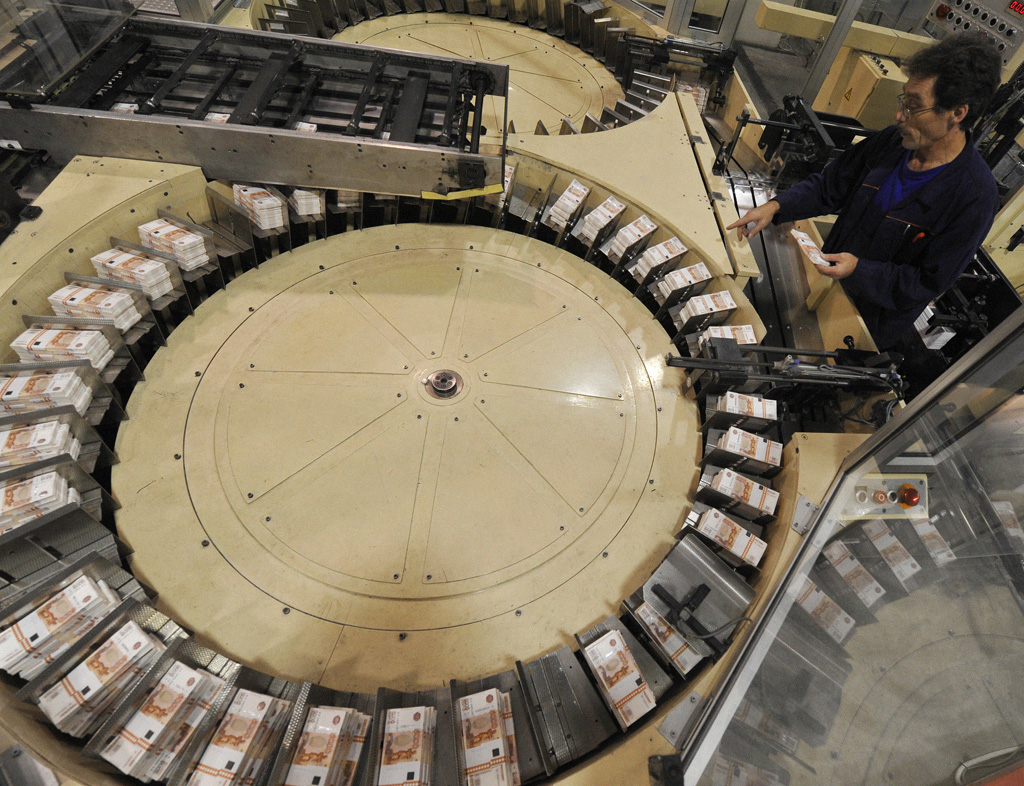
Друк грошових купюр в 5000 рублів на фабриці ФДУП "Гознак" у Пермі

На даний час у Федеральне державне унітарне підприємство «Держзнак» входять вісім підприємств-філій:
- Московський монетний двір
- Пермська друкарська фабрика
- Санкт-Петербурзька паперова фабрика
- Санкт-Петербурзький монетний двір
- Московська друкарська фабрика Держзнаку
- НДІ Держзнаку
- Краснокамська паперова фабрика Держзнаку
- Московська друкарня Держзнаку

Продукція об'єднання включає грошові квитки (банкноти), розмінні і пам'ятні монети; Паспорти і бланки документів, що засвідчують особу; акцизні, спеціальні і поштові марки; ордени, медалі та інші нагороди; захищений, спеціалізований папір і папір для офісу; GSM — карти і телефонні картки; пластикові картки, в тому числі банківські мікропроцесорні системи; різні елементи захисту продукції (водяні знаки, фарби, голограми тощо), обладнання для обробки, обліку та контролю захищеної продукції. Раніше в компетенцію Держзнаку входило виробництво конвертів і поштових карток.
Указом Президента Російської Федерації від 5 червня 2014 року, який передбачає перетворення об'єднання в акціонерне товариство, розширено також перелік пріоритетних напрямків діяльності Держзнаку, в нього додатково включені: персоналізація, зберігання і обробка документів в інтересах державних органів.
На світовому ринку банкнотного паперу та банкнот підприємство входить в число провідних світових постачальників. Замовниками продукції компанії є понад 20 країн Азії, Африки і Європи, країн СНД. У 2014 році Держзнаком на експорт було поставлено більше 3400 тон банкнотного паперу та більш 1,1 млрд готових банкнот. Крім того, компанія виробляє на експорт паспорта і монети.
Об'єм продажів об'єднання за 2014 рік — 44,2 млрд руб., прибуток до оподаткування — 11 032,2 млн руб. Держзнак є режимним підприємством.

## Пам'ять
На честь 175-річчя з часу заснування Держзнаку випускалася поштова марка Росії (1993), а до 190-річчя підприємства — поштовий блок і пам'ятна монета Банку Росії (2008).

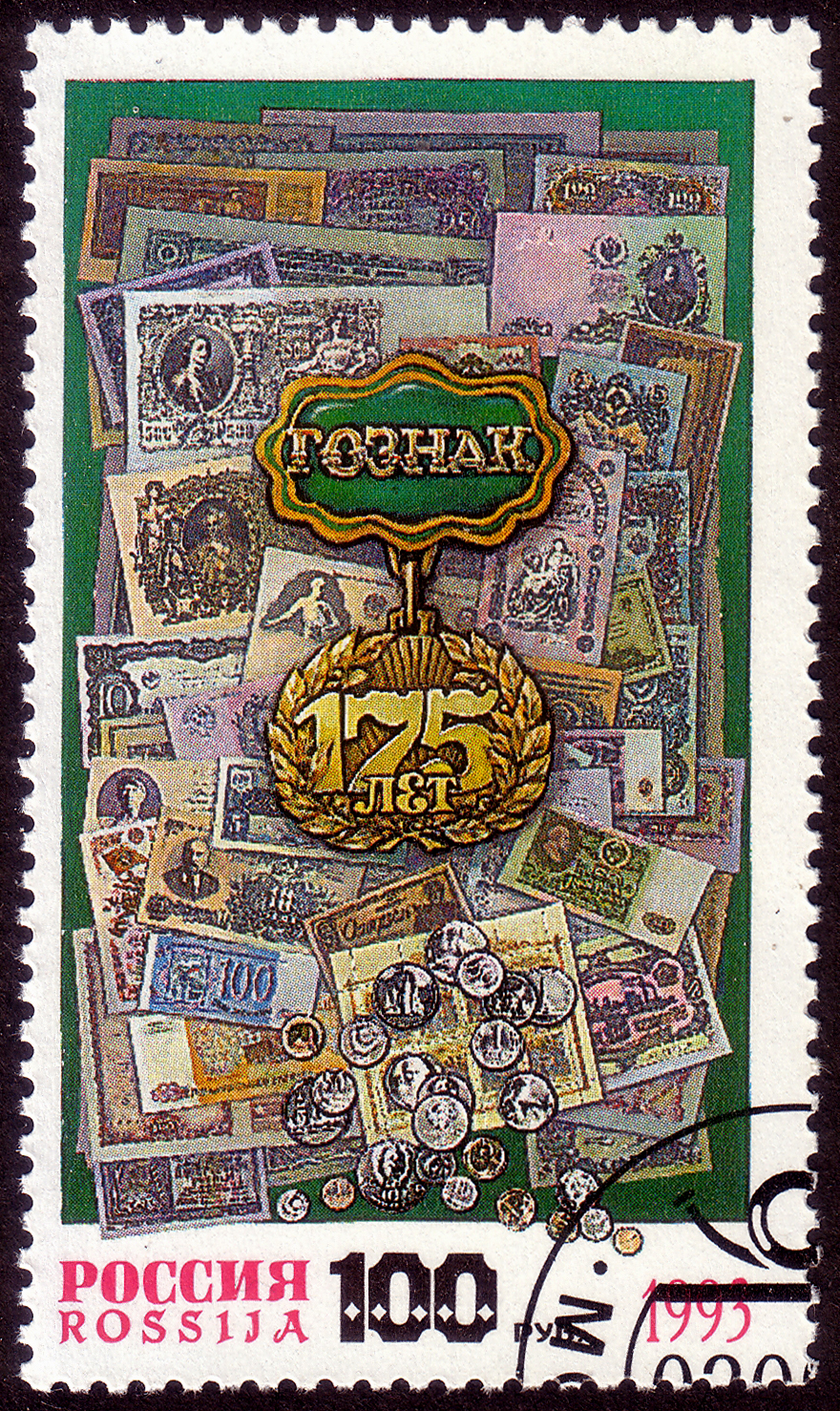
Поштова марка Росії, присвячена 175-річчю Держзнаку (1993)
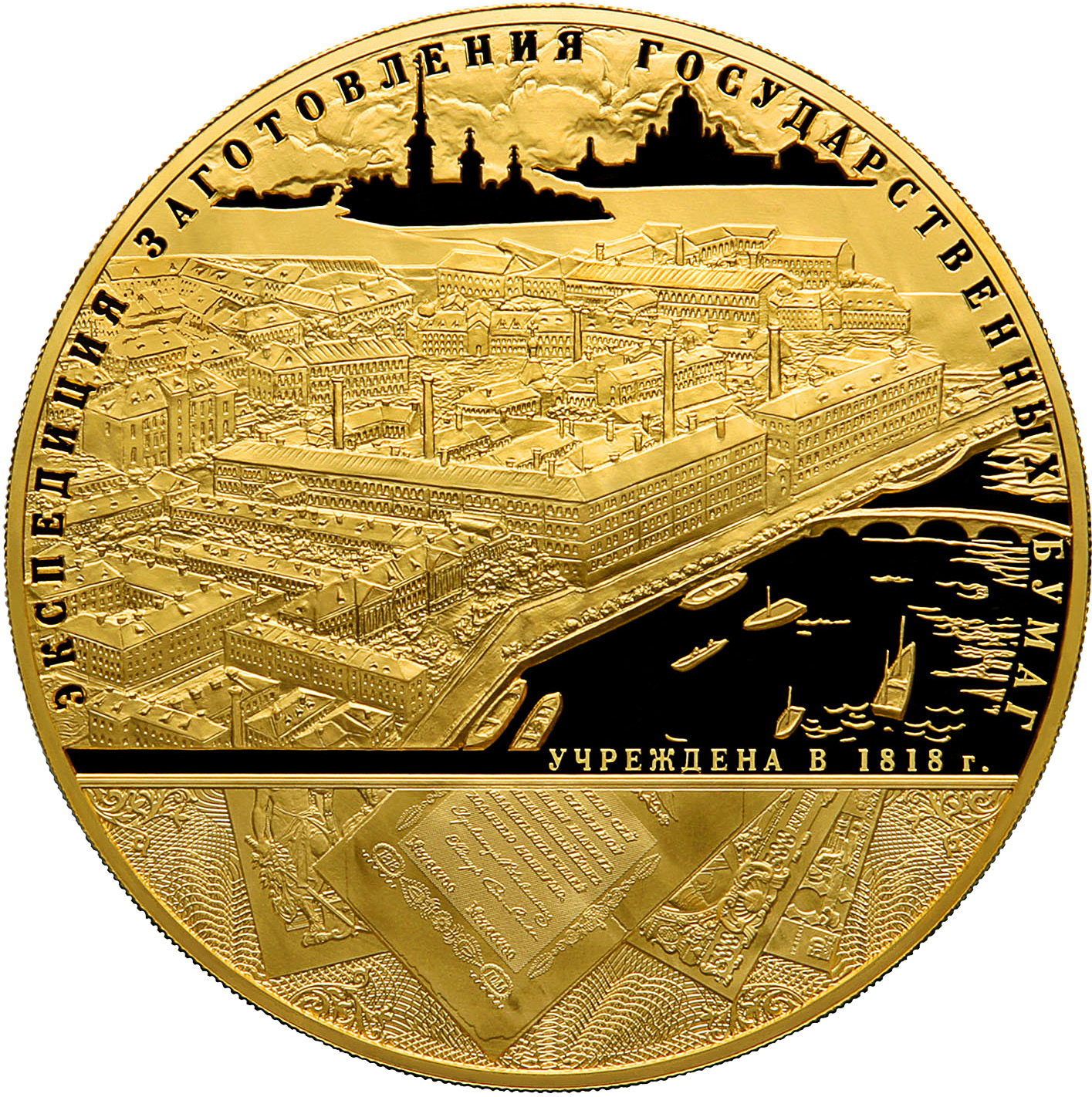
Пам'ятна монета Банку Росії - 190-річчя Федерального державного унітарного підприємства "Держзнак", 25 000 рублів, маса - 3 кг чистого золота (2008)

## Цікаві факти
у 1924 році колекція Держзнаку успішно демонструвалася в офіційному класі першої Всесоюзної виставки по філателії та бонах у Москві.